# Jacek Brzezinka
Jacek Piotr Brzezinka (ur. 30 sierpnia 1966 w Bytomiu) – polski polityk i działacz samorządowy, poseł na Sejm VI i VII kadencji.

## Życiorys
Uczył się w IV Liceum Ogólnokształcącym w Bytomiu. Ukończył studia na Wydziale Górniczym Politechniki Śląskiej (na kierunku górnictwo i geologia), uzyskując tytuł zawodowy magistra inżyniera mechanika. Związany z harcerstwem; działalność rozpoczął w ZHP, następnie był instruktorem Związku Harcerstwa Rzeczypospolitej w stopniu harcmistrza. W latach 1995–1997 członek Rady Naczelnej ZHR, a od 1997 do 1999 przewodniczący Zarządu Okręgu Górnośląskiego ZHR.
Początkowo był zatrudniony w KWK Szombierki oraz w urzędzie wojewódzkim. Od 1993 pracował w prywatnych spółkach jako menedżer. W latach 2001–2003 był członkiem rady nadzorczej w Górnośląskiej Agencji Rozwoju Regionalnego w Katowicach. W latach 1994–1998 pełnił funkcję radnego Bytomia, ponownie został wybrany w 2006 i powołany na stanowisko wiceprzewodniczącego rady miasta.
W latach 1993–1994 był przewodniczącym koła Kongresu Liberalno-Demokratycznego w Bytomiu. W okresie 1994–1998 należał do Unii Wolności. W 2002 dołączył do Platformy Obywatelskiej, stając na czele lokalnych struktur tej partii. Jest współtwórcą lokalnego stowarzyszenia Porozumienie dla Bytomia.
W 2005 bezskutecznie kandydował do Sejmu. W wyborach parlamentarnych w 2007 uzyskał mandat poselski z listy PO, otrzymując w okręgu gliwickim 9127 głosów. W wyborach w 2011 z powodzeniem ubiegał się o reelekcję, otrzymując 10 775 głosów. W 2014 zajął 2. miejsce w wyborach na prezydenta Bytomia. W 2015 nie został wybrany na kolejną kadencję. W wyniku wyborów w 2018 powrócił do bytomskiej rady miejskiej. Od 2016 do 2018 był doradcą marszałka województwa, później został członkiem zarządu GZM. W 2024 uzyskał mandat radnego Sejmiku Województwa Śląskiego VII kadencji. W tym samym roku został też wiceprezesem Katowickiej Specjalnej Strefy Ekonomicznej.

## Życie prywatne
Syn Ewalda i Janiny. Żonaty z Anną, z którą ma dwie córki.